# 长叶阔苞菊
长叶阔苞菊（学名：Pluchea eupatorioides）为菊科阔苞菊属的植物。分布在缅甸、中南半岛以及中国大陆的云南、广西等地，生长于海拔1,900米的地区，多生长于旷野或路旁，目前尚未由人工引种栽培。